# 薩丹娜·史夫達山尼
薩丹娜·史夫達山尼（英語：Sadhana Shivdasani，1941年9月2日—2015年12月25日）是一位印度宝莱坞女演员，以她的艺名「Sadhana」更为人所知。薩丹娜在1960至1970年代是宝莱坞收入最高的女演员之一。她凭電影《Woh Kaun Thi?》和《Waqt》两次获得印度電影觀眾獎最佳女演员提名。其中她的浏海发型在六十年代的印度十分流行。